# 趙宗儒
趙宗儒（746年—832年），字秉文，唐代鄧州穰縣（今河南南阳）人。唐德宗时任宰相。

## 家世
- 高祖：赵德言，贞观中为主客员外郎。
- 曾祖：赵景，好畤令。
- 祖：赵敭先，应制高等，历监察御史，迁殿中侍御史，至醴泉令。
- 父：趙驊，官秘書少監。累赠太保。

## 生平
父趙驊，官秘書少監。德宗大曆進士，初授弘文館校書郎，一年後又以书判入高等，補陸渾主簿。数月，征拜右拾遺，充翰林學士，时其父赵骅被任为秘书少监，他與父亲同日任命，一時傳為佳話。建中年间，历官屯田、司门、司勋员外郎。贞元六年（790年），主持考功司事务，裁定官吏考核成绩，黜陟公当，无所畏避。升为考功郎中，母忧去职。终丧，迁吏部郎中。十一年（795），迁给事中。貞元十二年，与谏议大夫崔损同日以本官（給事中）同中書門下平章事。贞元十四年罢相後，为右庶子。二十年，迁吏部侍郎。
唐宪宗元和年间历任东都留守、礼部、户部二尚书、荆南节度使，进封天水郡公。元和六年，又入为刑部尚书。八年，转山南西道节度使。九年，召拜御史大夫，俄迁河中节度使。十一年七月，入为兵部尚书。九月，改太子少傅，权知吏部尚书铨事。十四年九月，拜吏部尚书。
唐穆宗即位，复拜太子少傅，判太常卿事。改太子少师，迁太子太保。
唐文宗即位，拜检校司空、兼太子太傅。大和六年以司空致仕，為四朝元老。九月卒，年八十七，诏赠司徒。
赵宗儒前后三任方镇节度使，八次主持吏部选事，忽略礼仪规矩，切于治生，时论因此较为不好。他著有《广成菀》，《幽居》二赋，及《孝安哀册文》，较为著名。
夫人京兆韦氏，长安丞韦单之女。先赵宗儒九年去世。嗣子赵真龄，字元宾，官至吏部郎中。长女适检校司门员外郎卢并，幼女适秘书郎韦昶。

## 延伸阅读
[在维基数据编辑]
 《舊唐書/卷167》，出自刘昫《舊唐書》
 《新唐書·卷151》，出自《新唐書》